# Универзитет Такушоку
Универзитет „Такушоку“ (јап. 拓殖大学) је универзитет у Токију. Основао га је 1900. године принц Таро Кацура. Првобитно је назван „Удружење тајванске школе“, и основан с намером да даје дипломце који ће доприносити развоју Тајвана. Преименован је 1918. године у „Универзитет Такушоку“.
Овај универзитет има два кампуса. Главни кампус је у градској четврти Бункио, а други у Хачиоји.
Универзитет је познат по свом карате клубу који је дао многе велике карате инструкторе и такмичаре 20. века.
Наставни кадар обухвата и тајванског аутора Коа Буњуа (黄文雄).

## Познати дипломци
- Масахико Кимура
- Масутацу Ојама
- Масатака Мори
- Мунео Сузуки
- Хироказу Каназава
- Гозо Шиода
- Батара Кесума
- Шинзо Маеда